# Mikael Boman
Mikael Boman, né le 14 juillet 1988 à Kungsbacka en Suède, est un footballeur suédois qui évolue au poste d'avant-centre.

## Biographie

### Débuts professionnels
Né à Kungsbacka en Suède, Mikael Boman commence le football dans le club local du Kungsbacka IF (en) avant d'être formé par l'IFK Fjärås (en). Il rejoint ensuite Falkenbergs FF où il commence sa carrière professionnelle.

### Halmstads BK
Boman joue son premier match pour l'Halmstads BK le 9 avril 2012, à l'occasion de la première journée de la saison 2012 de Superettan, contre l'Hammarby IF. Il est titularisé lors de ce match perdu par son équipe (1-0).
Il joue son premier match d'Allsvenskan le 1er avril 2013 face au Malmö FF à l'occasion de la première journée de la saison 2013. Titularisé, il délivre une passe décisive pour Guðjón Baldvinsson sur le but égalisateur de son équipe (1-1 score final).
Alors que son équipe se bat pour son maintien, Boman se fait remarquer en marquant deux buts le 10 novembre 2013, lors du barrage de relégation-promotion face au GIF Sundsvall et permet ainsi à son équipe de s'imposer par deux buts à un, et de garder sa place en première division pour la saison suivante.

### IFK Göteborg
En janvier 2015, Mikael Boman rejoint l'IFK Göteborg. Le transfert est annoncé dès le 23 octobre 2014 et il signe un contrat de trois ans.
Il joue son premier match sous ses nouvelles couleurs le 21 février 2015, à l'occasion d'une rencontre de coupe de Suède face au FC Trollhättan. Il est titularisé et se fait remarquer en inscrivant également son premier but pour le club, mais les deux équipes se neutralisent (2-2 score final).

### Randers FC
Le 31 janvier 2018, lors du mercato hivernal, Mikael Boman rejoint le Danemark afin de s'engager en faveur du Randers FC. Il signe un contrat de deux ans.

### Retour à Halmstads
En juillet 2019, Mikael Boman fait son retour à l'Halmstads BK. Le transfert est annoncé dès le 3 juin 2019.
Le 23 mars 2023, Boman annonce officiellement la fin de sa carrière professionnelle, à l'âge de 34 ans.